# Православие в Республике Конго
Правосла́вие в Респу́блике Ко́нго — динамично развивающая религия в Республике Конго (не путать с соседней Демократической Республикой Конго). Республика Конго является частью канонической территории Александрийской православной церкви.

## История
Точкой отсчёта православия в Республике Конго принято считать приезд в Браззавиль в 1983 году бежавшего из Лубумбаши от политических репрессий Флорибера Чизибу (фр. Floribert Tchizibou), который и стал первым православным священником в стране. В 1985 году Митрополит Аккрский Ириней (Таламбекос) совершил первый визит в Браззавиль, в ходе которого крестил шестьдесят пять верующих. Вскоре была построена первая часовня из фанеры. В 1988 году митрополит Ириней рукоположил в сан священника Флорибера Чизибу Со временем появились приходы в Лубомо, Нкайи, Браззавиле.
В 1991 году власти Республики Конго официально признали православную общину в стране.
В 1994 году митрополит Камерунский Петр (Папапетру) рукоположил первых клириков из числа уроженцев Республики Конго — Бернара Диафуку (Bernard Diafouka) и Максима Умбу (Maxime Oumba).
В 2004 году в Конго приехал афонский монах-миссионер, архитектор по образованию Теолог (Хризантокопулос). Он спроектировал храм святого Димитрия Солунского и лично ездил в Европу за пожертвованиями. В Пуэнт-Нуаре старую фанерную часовню перестроили в каменную церковь с колокольней.
В 2007 году Конго впервые посетил Александрийский Патриарх Феодор II.
7 октября 2010 года Браззавиль стал центром новой Браззавильской и Габонской епархии, в ведение которой вошли Конго и Габон. Первым её архиереем стал епископ Браззавильский и Габонский Пантелеимон (Арафимос).